# Florida Oriental
La Florida Oriental surge tras la división de la Florida llevada a cabo por Inglaterra en 1763, tras su cesión por parte de España en el Tratado de París (1763) que comprendía parte de la actual costa sur de Estados Unidos desde la isla de Amelia hasta los cayos por la costa oriental y hasta el río Apalachicola por la occidental. Vuelve a formar parte la Florida española en el siguiente Tratado de París (1783).
La República de Florida Oriental, fue otra tentativa de república declarada por los insurgentes (descendientes de los colonos británicos que llegaron durante este periodo) contra el dominio español de Florida Oriental, apoyada desde Georgia en 1812 tropas estadounidenses lideradas por el general George Mathews que deseaban su anexión por parte de los Estados Unidos. Su proyecto no tuvo éxito pero generaron caos en el territorio.

## Historia

### Origen, periodo británico
El origen de ambas Floridas está en la división administrativa realizada por los ingleses con la toma de la provincia a los españoles en 1763.
Los británicos dividieron los territorios recibidos en dos partes:
- Florida Oriental, con capital en San Agustín. Ocupada en gran medida por la península de ese nombre, que forma el actual estado estadounidense de Florida.

- Florida Occidental, con capital en Pensacola.

### Segundo periodo español

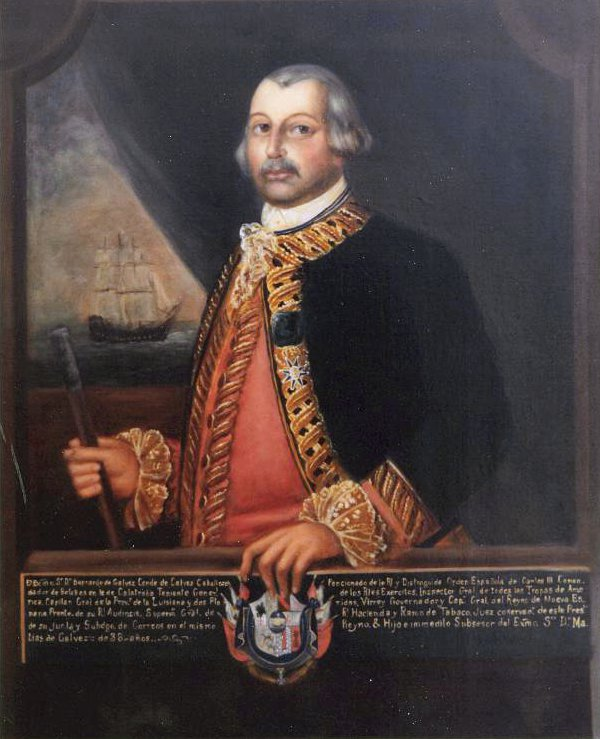
Bernardo de Gálvez

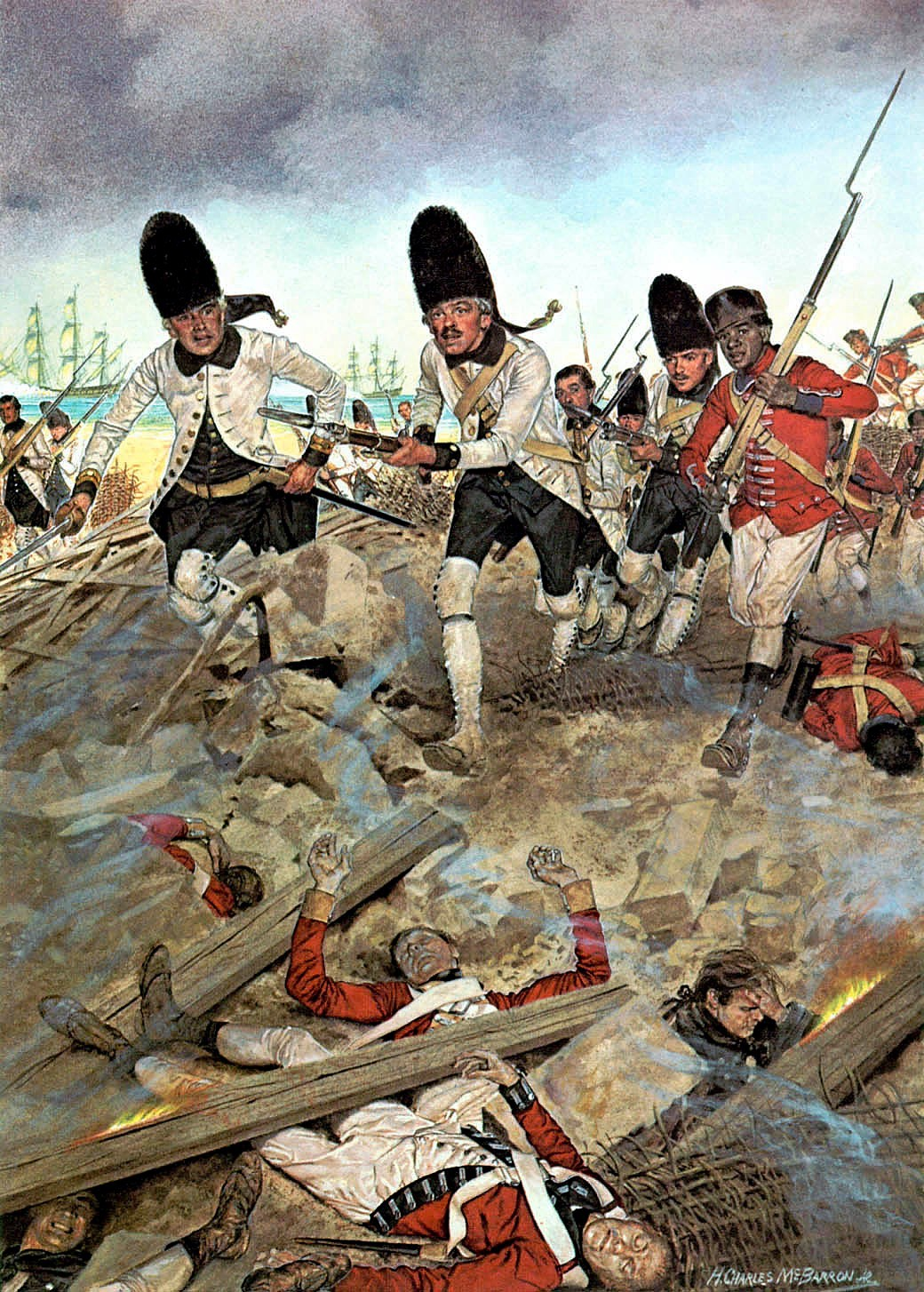
Granaderos españoles, batalla de Pensacola.

El segundo período bajo soberanía española se produjo durante la guerra de la Independencia estadounidense, cuando los españoles recuperaron la Florida Oriental entre 1779 y 1780, y tras la célebre victoria en la batalla de Pensacola (marzo-mayo 1781) la Florida Occidental, en la que Bernardo de Gálvez, gobernador español de La Luisiana (española desde 1763) y para hacer frente a los ingleses, reunió tropas y abastecimientos de distintos puntos del Imperio, aumentando su ejército a unos 7000 hombres, lo que, para la época, era considerable. Dicho ejército derrotó a las tropas inglesas de John Campbell, logrando una victoria decisiva.
Poco tiempo después, Gálvez se apoderó de la isla Nueva Providencia en las Bahamas, abortando el último plan británico de resistencia, manteniendo el dominio español sobre el Caribe y acelerando el triunfo de las armas estadounidenses sobre los ingleses.
Al final de la guerra, la colonia de Las Floridas (Florida oriental y occidental) fue devuelta oficialmente a España tras el Tratado de Versalles de 1783 y la evacuación de fuerzas españolas de las islas Bahamas en 1784 que retardó la entrega de la Florida oriental, y de esta manera se reintegró en la Capitanía General de Cuba, dentro del Virreinato de Nueva España.

### Independencia de Florida e invasión estadounidense

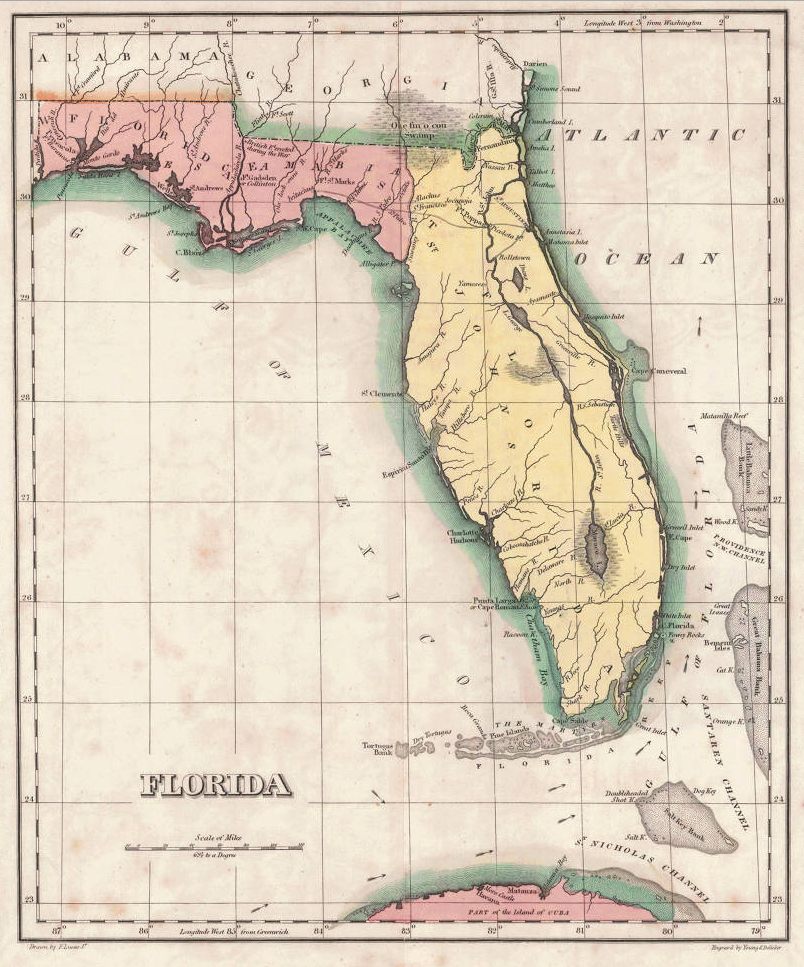
Las Floridas Occidental, en rosa, y Oriental, en amarillo.

#### Florida Occidental
Los estadounidenses y británicos establecidos en la Florida Occidental, en la zona comprendida entre los ríos Misisipi y Perla proclamaron la República de Florida Occidental en 1810, que casi inmediatamente pidió la anexión de toda La Florida a los Estados Unidos. Además Inglaterra durante la Guerra de 1812 intentó reocupar Las Floridas, lo cual sirvió de argumento para que los Estados Unidos anexaran militarmente la Florida Occidental hasta el territorio de los hispanizados seminolas. Se produjo la Guerra contra las naciones indias Creek. Andrew Jackson recibió informes de que los ingleses estaban organizando barcos y ejércitos para una invasión a gran escala. Los británicos establecieron una destacamento en un fuerte de Pensacola, con permiso del gobernador español; en agosto de 1814, Jackson con 4000 soldados estadounidenses tomó la ciudad en noviembre. Volviendo después a manos españolas, hasta que fue nuevamente ocupada por los estadounidenses en 1817, de forma definitiva.  

#### Florida Oriental

Bandera de la República de la Florida Oriental (1812)

Por otra parte la República de Florida Oriental, fue otra tentativa de república declarada por los insurgentes contra el dominio español de Florida Oriental con base en Isla de Amelia (hubo otro intento en 1817), apoyada desde Georgia en 1812 tropas estadounidenses lideradas por el general George Mathews que deseaban su anexión por parte de los Estados Unidos. Aunque no tuvieron éxito generaron caos en el territorio.  
Si bien la Florida Oriental permaneció oficialmente bajo la soberanía española hasta 1821, España no tenía en esos años de invasiones bonapartistas y luego  de restauracionismo borbónico un control efectivo sobre tal estratégico el territorio, fue por las tendencias independentistas de parte de los habitantes floridanos, muchos de origen anglosajón, tanto yankee como británico, así como a la resistencia nativa (independiente en la práctica desde la llegada de los españoles en 1521).
Aprovechando estos acontecimientos, en 1816 el presidente estadounidense, James Monroe y su Secretario de Estado, John Quincy Adams, ordenaron una invasión terrestre y marítima para apropiarse de la Florida usando como excusa la "defensa" del territorio estadounidense frente a las incursiones nativas, dando origen a las Guerras Seminolas. En diciembre de 1817, bajo el mando de Andrew Jackson un gran despliegue militar estadounidense apoyado con tropas españolas procedentes de La Habana desembarcó en Amelia y de allí se dirigieron a Fernandina para someter a los rebeldes a sangre y fuego, apresando a las autoridades que defendían la insurgencia en la Florida.

#### Tratado de Adams-Onís: intercambio de territorios
La presencia española en las Floridas (Florida Occidental y Florida Oriental) tocaba a su fin de iure tras el inicio de negociación del Tratado Adams-Onís, en 1819, aunque de facto comenzó en 1816 con la intervención yankee. España entregó Florida a Estados Unidos, que ya la controlaba desde el 16, a cambio de que Estados Unidos entregase los territorios al otro lado del río Sabine.
La anexión estadounidense del territorio fue oficial respecto a España en 1821, cuando el gobierno liberal español ratificó dicho tratado, dando vía libre a los estadounidenses para luchar contra la etnia mixogénica de los Seminola (pueblo nativo constituido principalmente por muscoguis, timucuas, "cimarrones" afrodescendientes, españoles, hugonotes y escoceses, como Osceola), que habitaban la península; esta guerra se transformó en un genocidio, con emigraciones (a Cuba) y reasentamientos forzados o "Camino de las Lágrimas"  al Territorio Indio (parte muy sometida a los tornados de la Oklahoma en el actual Medio Oeste) de los "Seminola", y así, prácticamente exterminados en la Segunda Guerra Seminola, se pudo dar forma a lo que es hoy el estado más meridional de los Estados Unidos de América.